# Zenon Lissek
Zenon Lissek (* 5. Oktober 1962 in Bytom; † 25. September 2021) war ein polnischer Fußballspieler.

## Sportlicher Werdegang
Lissek spielte während seiner professionellen Laufbahn bei vier Vereinen; darunter waren die polnischen Klubs Urania Ruda Śląska, Górnik Zabrze und vor allem Szombierki Bytom, bei dem er insgesamt zwölf Jahre verbrachte. Zudem spielte er beim deutschen Zweitligisten Hansa Rostock, für den er zehn Punktspiele bestritt.